# Dolní Počernice
Dolní Počernice (tyska: Unter Počernitz) är sedan 1974 en stadsdel i Tjeckiens huvudstad Prag. Sedan 1974 tillhör den stadsdistriktet (městský obvod) Prag 9 och sedan 1990 utgör den stadsdelskommunen (městská část) Praha-Dolní Počernice. Dolní Počernice ligger 234 meter över havet och antalet invånare är 2 157.